# Rio Jaguariaíva
Rio Jaguariaíva är ett vattendrag i Brasilien.   Det ligger i delstaten Paraná, i den södra delen av landet, 900 km söder om huvudstaden Brasília.
Omgivningarna runt Rio Jaguariaíva är en mosaik av jordbruksmark och naturlig växtlighet. Runt Rio Jaguariaíva är det glesbefolkat, med 13 invånare per kvadratkilometer.